# Келлер, Герольд
Геро́льд Ке́ллер (нем. Gerold Keller) — швейцарский кёрлингист.
В составе мужской сборной Швейцарии участник чемпионата мира 1964 (заняли шестое место). Трёхкратный чемпион Швейцарии среди мужчин.
Играл на позиции четвёртого, был скипом команды.

## Достижения
- Чемпионат Швейцарии по кёрлингу среди мужчин: золото (1962, 1963, 1964).

## Команды
| Сезон   | Четвёртый      | Третий          | Второй           | Первый          | Турниры           |
| ------- | -------------- | --------------- | ---------------- | --------------- | ----------------- |
| 1961—62 | Герольд Келлер | Франц Циммерман | Georg Rageth     | Алоиз Циммерман | ЧШМ 1962          |
| 1962—63 | Герольд Келлер | Франц Циммерман | Алоиз Циммерман  | Франц Гернет    | ЧШМ 1963          |
| 1963—64 | Герольд Келлер | Франц Циммерман | Вальтер Элеганти | Алоиз Циммерман | ЧШМ 1964          |
| 1963—64 | Герольд Келлер | Франц Циммерман | Алоиз Циммерман  | Франц Гернет    | ЧМ 1964 (6 место) |

(скипы выделены полужирным шрифтом)